# Steinfjorden (Gamvik)
 For alternative betydninger, se Steinsfjorden.
71°1′53.702″N 27°50′6.8496″Ø / 71.03158389°N 27.835236000°Ø
Steinfjorden er en fjordarm af Mehamnfjorden i Gamvik kommune i Troms og Finnmark fylke i Norge. Fjorden er 1,5 km lang. Den har indløb mellem Kuskjellhamnklubben i nord og Steinfjordnæsset i syd, og går sydover til Steinfjordvatna i bunden af fjorden. På vestsiden af fjorden ligger gården Kuskjellhamna, men den har ikke vejforbindelse til resten af kommunen. Øst for Steinfjordnæsset går Sørfjorden mod syd. 